# ایمرتی
ایمرتی (به گرجی: იმერეთი) (تلفظ: Imereti) یکی از استان‌های گرجستان است به مرکزیت کوتائیسی.

## موقعیت
در قسمت مرکزی غرب گرجستان، استان تاریخی–جغرافیایی ایمرتی قرار دارد. در شمال، ایمرتی با دره تنگ کوهستانی کومو سوانتی و چاله (راچا–لچخومی) همجوار است که به علت نزدیکی بسیار زیاد شرایط طبیعی، اقتصادی و تاریخی می‌توان آن را جزو ایمرتی به شمار آورد.
ایمرتی و راچا-لچخومی روی هم مساحتی برابر ۱۱۰۰۰ کیلومتر مربع دارد. این استان از موقعیت جغرافیایی خوبی بر خوردار است. جاده‌های زمینی و خطوط هوایی امکان ارتباط این منطقه به صنعتگری مشهورند. ایمرتی از ۱۲ ناحیه اداری تشکیل شده‌است. مساحت آن ۶۳۴۹ کیلومتر مربع است.

## جغرافیا
رودهای اصلی این منطقه: ریونی، تسخنیس تسقالی، قویریلا، دزیرولا، چخریملا، چولابوری، خانیس تسقالی، ساکرائولا و ... می‌باشند که همه این‌ها به رودخانه ریونی ریخته و سپس به آرامی به سوی دریای سیاه روان می‌شوند.

## کشاورزی و اقتصاد

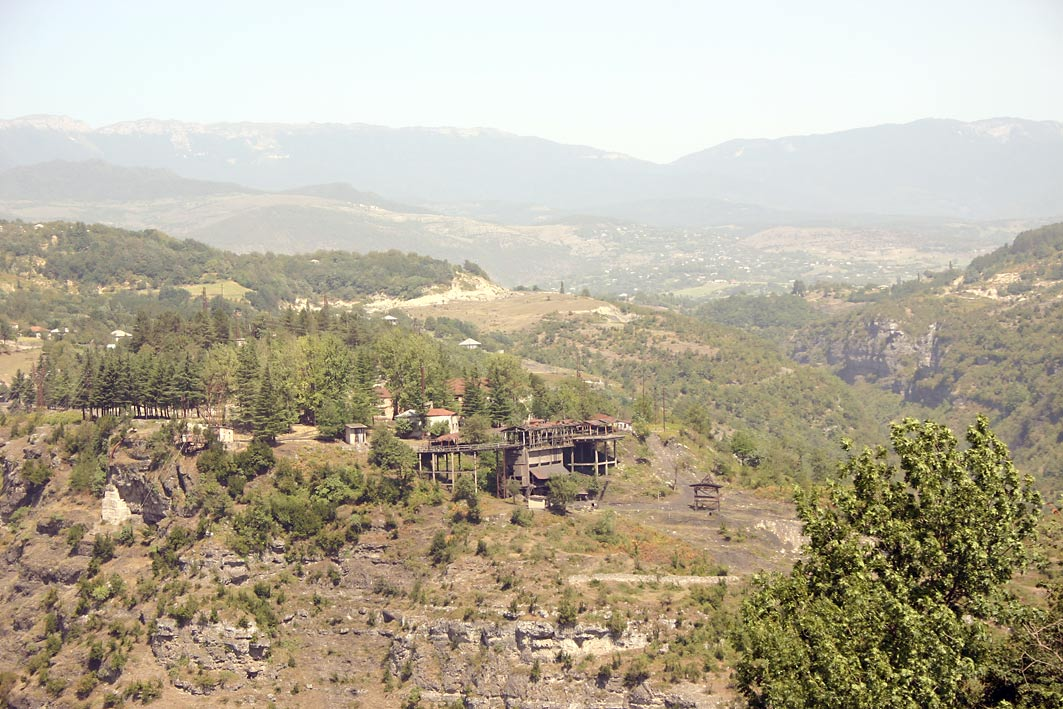
زمین های باغ ایمرتی

اراضی کشاورزی ایمرتی ۸٫۲۱۴ هزار هکتار است که از آن میان ۱٫۷۹ هزار هکتار را اراضی زیر کشت تشکیل می‌دهد.
بیشترین فعالیت‌های اقتصادی این منطقه در کنار مسیر اصلی گذر جاده و راه آهن منطقه در کنار شهرهای کوتائیسی، زستافونی و سامتردیا انجام می‌گردد. حدود نیمی از فعالیت‌های اقتصادی منطقه در کوتائیسی صورت می‌گیرد. این فعالیت‌ها ۱۰ تا ۱۵ درصد از فعالیت‌های اقتصادی گرجستان را شامل می‌شود.
در رابطه با سرمایه‌گذاری‌های خارجی مهم منطقه می‌توان به کارخانه فروآلیاژ زستافونی اشاره کرد که با سرمایه‌گذاری‌های خارجی فعالیت می‌نماید. بخشی از محصولات تولیدی این کارخانه به خارج از کشور صادر می‌باشد.

## مشاهیر
آکاکی تسرتلی، نویسنده نامی گرجی در این منطقه به دنیا آمده است.